# Cmentarz ewangelicki w Czempiniu
Cmentarz ewangelicki w Czempiniu – cmentarz ewangelicki zlokalizowany w Czempiniu u zbiegu ulic Poznańskie Przedmieście i Żeromskiego.

## Historia

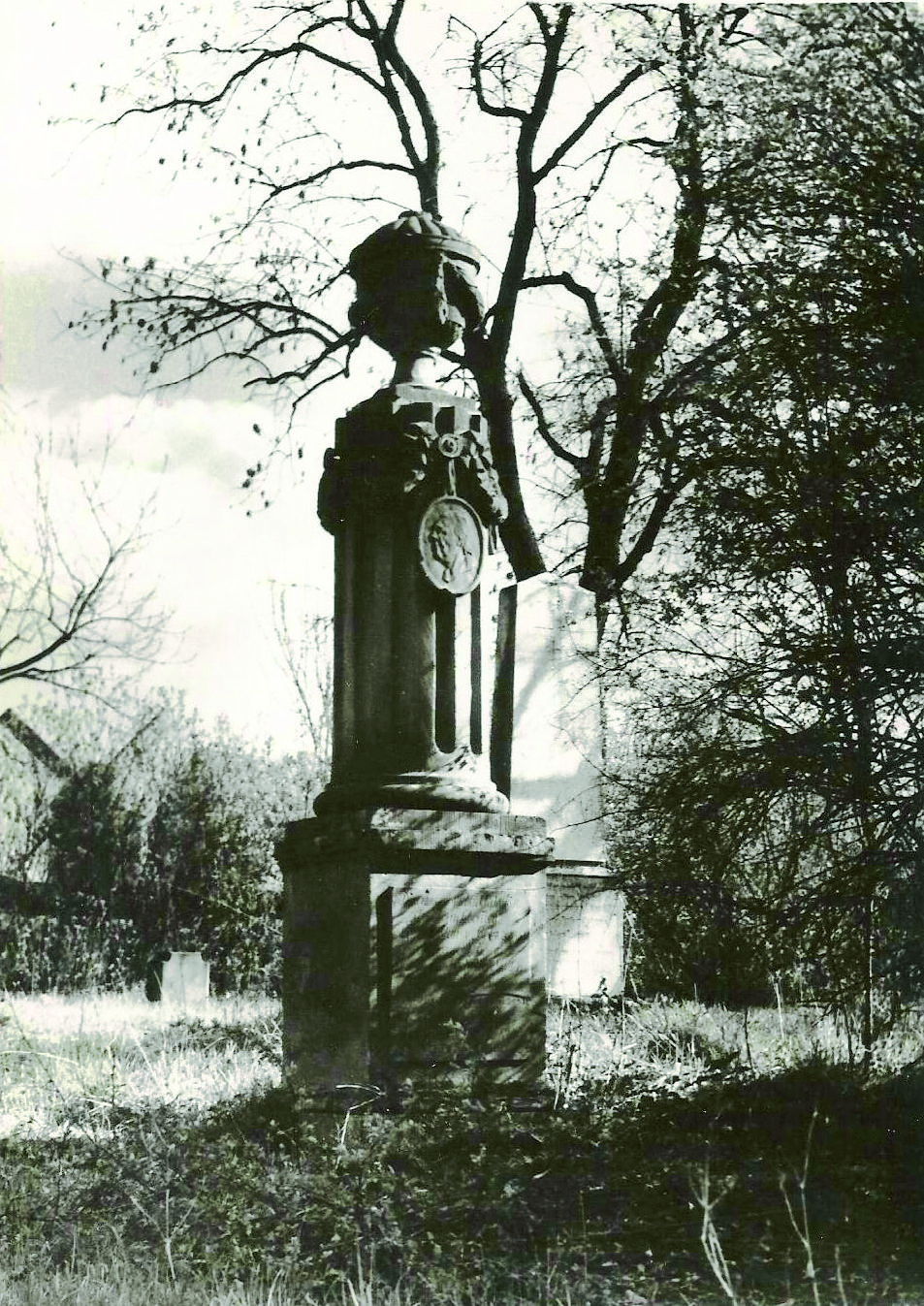
Pomnik Stanisława Mojaczewskiego

Cmentarz powstał w latach 30. XIX wieku na rozległym wzniesieniu na północny wschód od miasta, chowano tu mieszkańców miasta i okolicznych wsi. Obszar nekropolii wielokrotnie powiększano, kwatery na wzniesieniu tworzono w formie tarasów. Aleje obsadzano drzewami tworząc szpalery kasztanowców, klonów i lip. W 1870 w jednej z kwater spoczęli żołnierze walczący w wojnie francusko-pruskiej, środkowy taras przeznaczony był dla ziemian i bogatych mieszczan. W 1912 w centralnej części cmentarza została wybudowana kaplica cmentarna, w jej pobliżu spoczywają czempińscy burmistrzowie i pastorzy oraz rodzina von Delhaes. Po II wojnie światowej ludność pochodzenia niemieckiego została przesiedlona za Odrę, liczba ewangelików znacznie spadła, wówczas rozpoczęło się dewastowanie cmentarza. Piękne grobowce traktowano jako źródło taniego kamienia, przekuwano je na nowe nagrobki, rozdrobnione były kruszywem drogowym, a z części z nich wybudowano pomnik wdzięczności Armii Czerwonej. Pozostałe nagrobki na początku lat 80. XX wieku zostały wywiezione do lapidarium w Orzeszkowie koło Kwilcza. Zaniedbany cmentarz pokrył się połamanymi gałęziami i liśćmi, taki stan trwał do 2012, kiedy Stowarzyszenie Przyjaciół i Sympatyków Ziemi Czempińskiej postanowiło uporządkować teren nekropolii. W 2013 przeprowadzono sprzątanie terenu cmentarza, wywieziono trzydzieści jeden przyczep gałęzi, suchej trawy i liści oraz śmieci. Trwają działania zmierzające do odzyskania pomników, które nadal znajdują się w Orzeszkowie. Cmentarz nie jest udostępniony do zwiedzania (wyjątkiem jest wybrany dzień listopada).
Wśród pochowanych znajduje się Jan Stanisław Mojaczewski oraz członkowie rodziny von Dalhaes. Pomnik Stanisława Mojaczewskiego obecnie znajduje się przy pałacu w Borowie.